# Alluaudia procera
Alluaudia procera (Drake) Drake, 1903 è una pianta della famiglia Didiereaceae, endemica del Madagascar.

## Descrizione

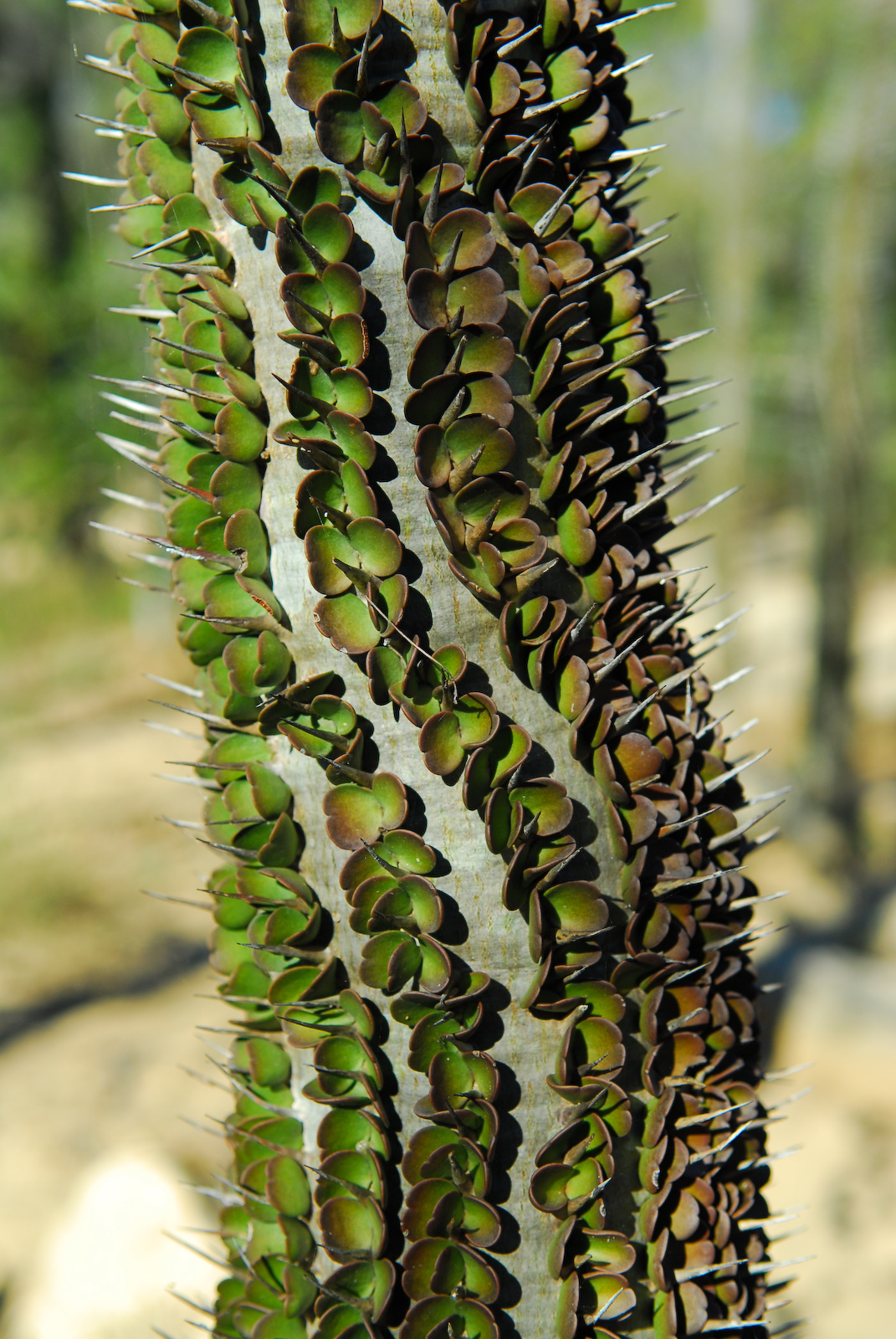
Un'Alluaudia procera nella foresta spinosa.

È una specie xerofila con fusti colonnari e poco ramificati, spinosi, alti sino a 18 m, in grado di immagazzinare l'acqua e di svolgere la fotosintesi clorofilliana utilizzando il metabolismo CAM.

Le foglie sono decidue, piccole e coriacee, ovaliformi, disposte in file parallele a spirale lungo tutto il tronco.
I fiori, di colore dal giallo all'arancio, unisessuali, si sviluppano solo sugli esemplari maturi, e si dispongono in infiorescenze dense all'apice dei fusti.

## Distribuzione e habitat
È una specie endemica del Madagascar meridionale.
Il suo habitat tipico è la foresta spinosa, un ecosistema semidesertico con bassa incidenza di precipitazioni.

## Conservazione

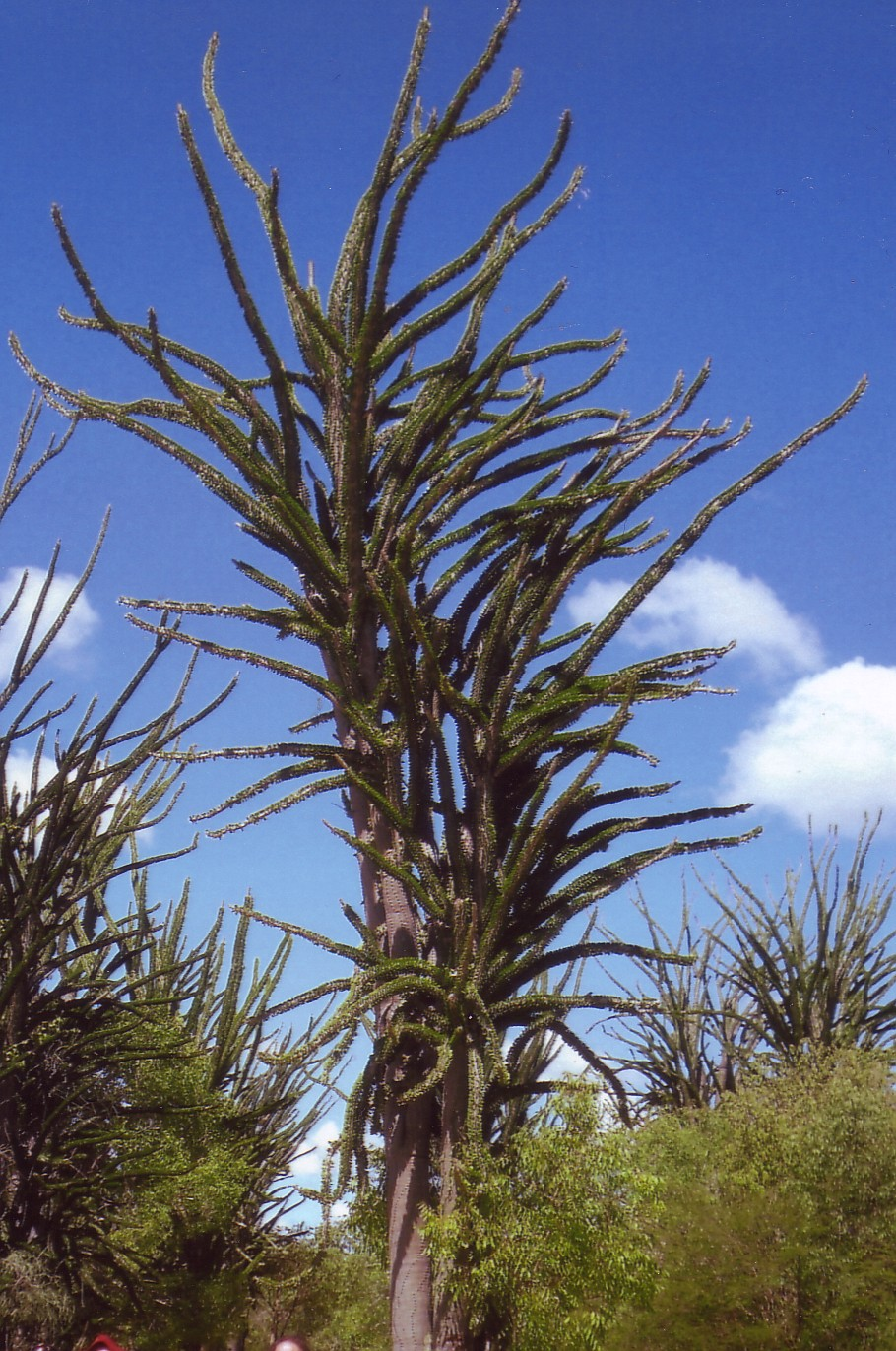
Allauadia procera
Riserva di Beza Mahafaly

La IUCN red list classifica Alluaudia procera come specie a rischio minimo di estinzione (Least Concern).
È presente all'interno del Parco nazionale di Andohahela e della Riserva speciale di Bezaha Mahafaly.